# Ron Asheton
Ron Asheton (Washington, 17 luglio 1948 – Ann Arbor, 1º gennaio 2009) è stato un chitarrista statunitense, meglio noto per la sua appartenenza al gruppo proto-punk The Stooges.

## Biografia
La sua carriera musicale inizia con l'ingresso nel gruppo dei Dirty Shames, salvo poi lasciare il gruppo per entrare a far parte nel 1967 degli Stooges. Con gli Stooges inciderà tre album nel periodo 1969-1973, nei quali oltre al ruolo di chitarrista sarà anche coautore dei testi (a parte il terzo album Raw Power, nel quale ricoprirà il ruolo di bassista e non parteciperà alla composizione di nessun pezzo).
Dopo l'insuccesso commerciale di Raw Power ed il conseguente scioglimento degli Stooges avvenuto nel 1974, Asheton forma il gruppo dei New Order (da non confondere con l'omonimo gruppo inglese), gruppo con il quale pubblicherà un solo album nel 1978 intitolato semplicemente New Order. Successivamente all'esperienza New Order entra a far parte dei Destroy All Monsters. Lasciato anche questo gruppo, fa parte insieme a Deniz Tek e Rob Younger dei Radio Birdman del supergruppo New Race, con il quale pubblicherà un unico album dal vivo intitolato The First and The Last.
Dopo essersi preso una lunga pausa, ritorna sulle scene intorno alla metà degli anni novanta, registrando con gli Empty Set il disco Thin, Slim and None coprodotto dall'italiana Flippaut Gramophone Foundation. Partecipa anche alle registrazioni dell'album The Last Great Ride con il gruppo Dark Carnival. Ha partecipato insieme a Mike Watt, J Mascis (dei Dinosaur Jr.), Thurston Moore dei Sonic Youth e Mark Arm dei Mudhoney alla colonna sonora del film del 1998 Velvet Goldmine. Ha fatto anche qualche apparizione come attore nei film Mosquito (1990), Frostbiter: Wrath of the Wendigo e Legion of the Night.
Dal 2003 è rientrato a far parte della rinata formazione degli Stooges, con i quali ha ripreso ad andare in tournée e ad incidere dischi. Infatti il nuovo disco degli Stooges si intitola The Weirdness, uscito il 20 marzo 2007.
Il 1º gennaio 2009 Asheton muore stroncato da un infarto nella sua casa di Ann Arbor in Michigan.